# Chiesa di Santa Maria Assunta (Carrè)
La chiesa di Santa Maria Assunta è la parrocchiale di Carrè, in provincia di Vicenza e diocesi di Padova; fa parte del vicariato di Caltrano.

## Storia
La prima citazione dell'originaria chiesa arcipretale di Carrè risale al 1488 ed è contenuta nella relazione della visita pastorale del vescovo di Padova Pietro Barozzi; in quell'occasione il presule impartì la consacrazione e ordinò di demolire uno degli altari.
Il 1º marzo 1874 iniziò la costruzione della nuova parrocchiale, disegnata dall'architetto vicentino Gio Batta Dalla Vecchia, e l'anno successivo si procedette alla demolizione dell'antico luogo di culto; i lavori furono terminati nel marzo del 1878 e la consacrazione venne celebrata il 17 settembre 1938.
Nel 1960 fu condotto un intervento di consolidamento e nel 1997 si provvide a risanate il tetto della navata,delle cappelle e delle sagrestie; il restauro della facciata venne ultimato nel 2013.

## Descrizione

### Esterno
La facciata a capanna della chiesa, rivolta a levante, è suddivisa da una cornice marcapiano in due registri, entrambi scanditi da quattro lesene: quello inferiore presenta centralmente il portale d'ingresso, sormontato dal timpanetto curvilineo, mentre quello superiore è caratterizzato da una lunetta con il mosaico dell'Assunzione di Maria e coronato da un attico entro il quale è apposto l'orologio.
Sopra il prospetto si elevano le due torri campanarie gemelle, ognuna delle quali presenta all'altezza della cella una bifora protetta da balaustra su ogni lato ed è coronata dalla merlatura.

### Interno

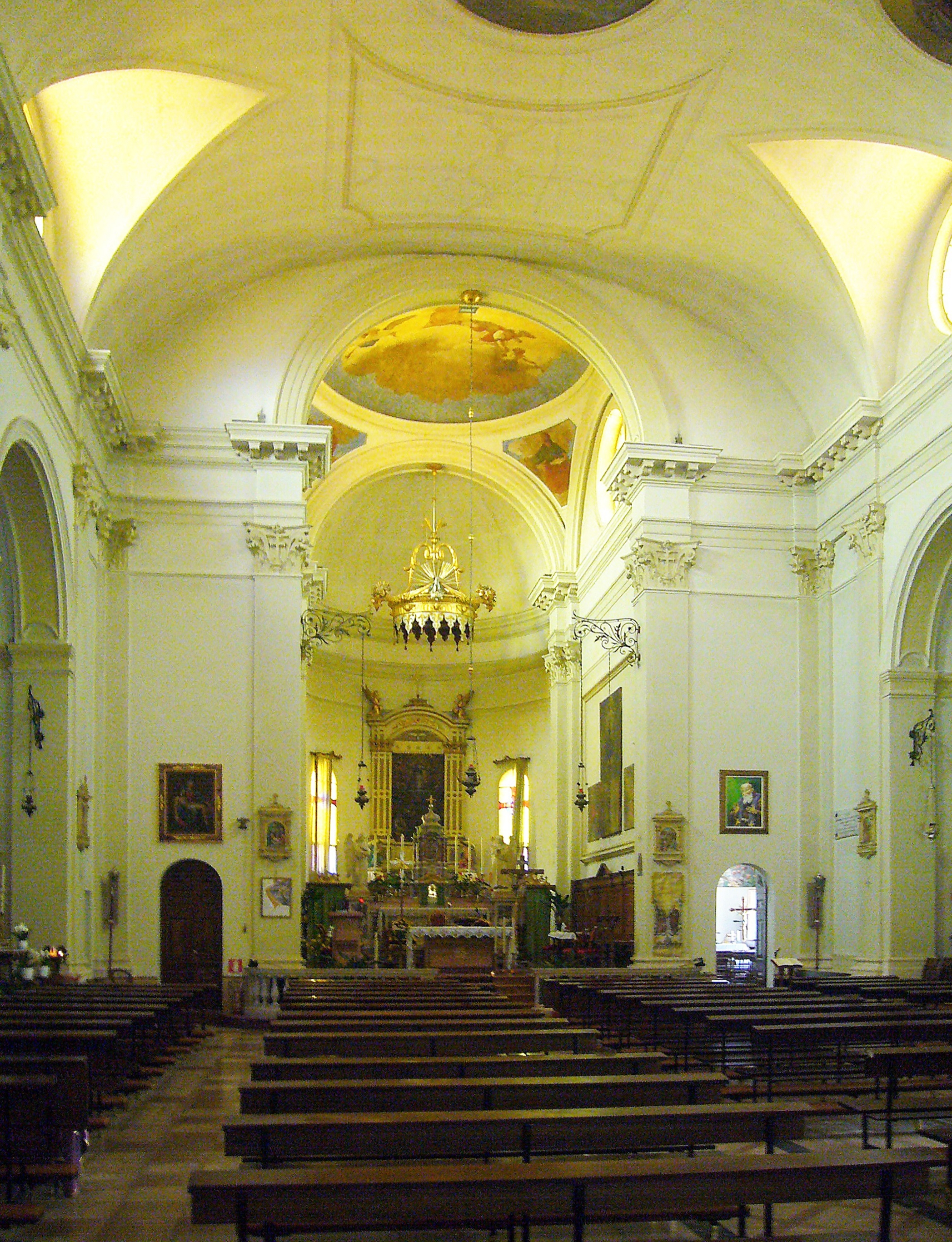
L'interno

L'interno dell'edificio si compone di un'unica navata rettangolare, sulla quale si affacciano le cappelle laterali, introdotte da archi a tutto sesto, e le cui pareti sono scandite da lesene terminanti con capitelli corinzi e sorreggenti la trabeazione modanata e aggettante sopra la quale si imposta la volta a botte ribassata; al termine dell'aula si sviluppa il presbiterio, rialzato di alcuni gradini, ospitante l'altare maggiore, delimitato da balaustre e chiuso dall'abside di forma semicircolare.
Qui sono conservate diverse opere di pregio, tra le quali il tabernacolo, costruito da Nicolò da Cornedo nel 1480, la tela con soggetto San Marco Evangelista, eseguita dal thienese Francesco Balante nel 1717, gli otto medaglioni raffiguranti i Santi Prosdocimo, Daniele, Giustina, Gregorio, Luigi, Francesco, Agnese e Monica,  il dipinto dell'Assunzione di Maria, realizzato nel XVII secolo da Antonio Scajaro, gli affreschi della volta ritraenti l'Incoronazione di Maria Vergine, Santa Lucia e San Lorenzo e la pala che rappresenta la Madonna del Rosario con i Santi Domenico e Caterina, datata 1611.